# Antonio Francesco Riccoboni

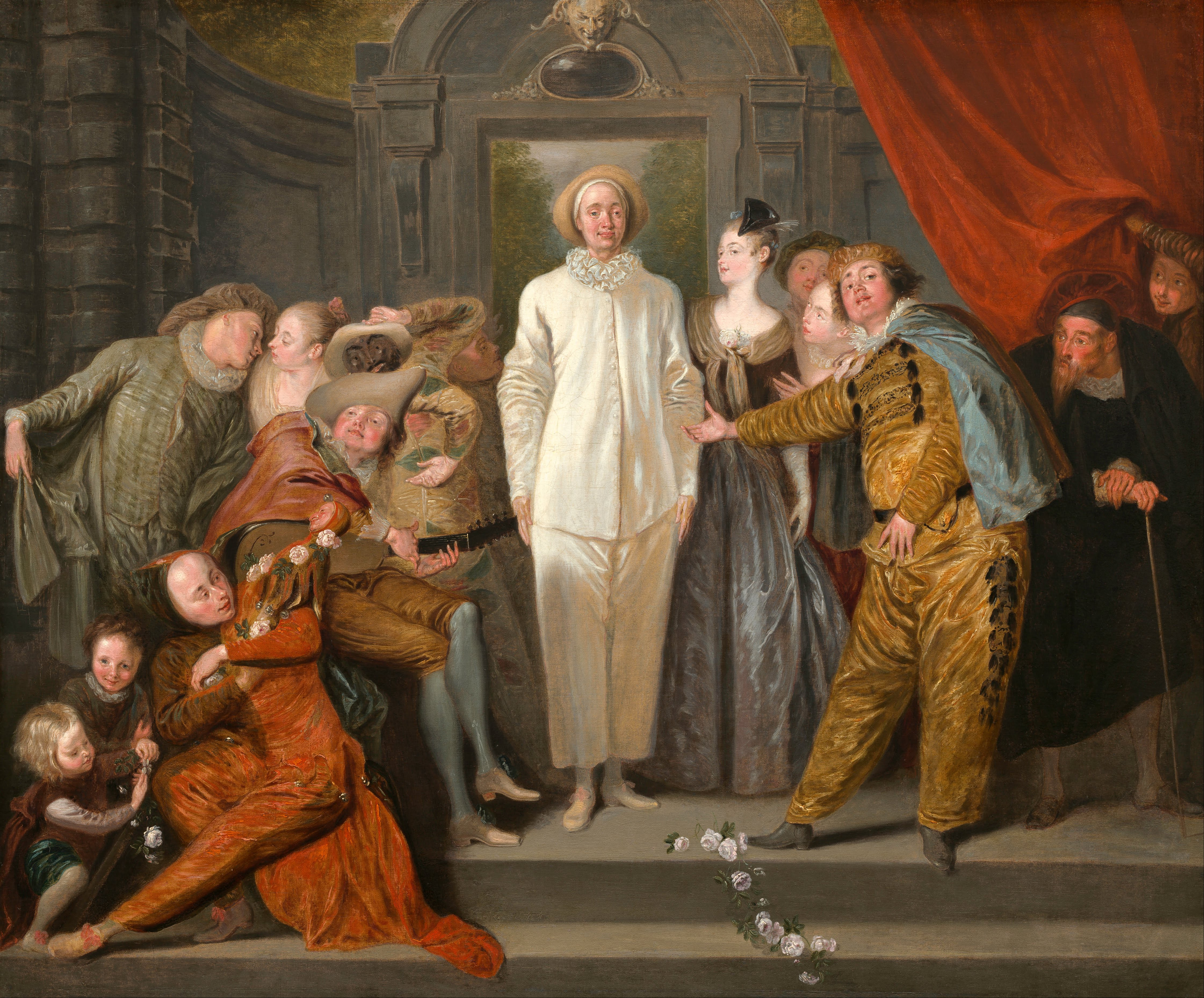
Watteau: Italienische Schauspieler um 1720

Antonio Francesco Riccoboni (* 1707 in Mantua, Italien; † 1772 in Paris, Frankreich) war ein italienisch-französischer Schauspieler, Dramatiker und Schauspieltheoretiker.

## Leben
Riccoboni wurde als Sohn des Schauspielers, Theaterautors und Historikers Luigi Riccoboni geboren. Sein Vater war mit dem Versuch im eigenen Lande gescheitert, die im 16. und 17. Jahrhundert etablierte Theatergattung Commedia dell’arte, deren Hauptaugenmerk der Realismus war, durch das dramatische Theater zu ersetzen. Es folgte ein Umzug nach Frankreich gemeinsam mit dem Sohn, wo Ludovico Riccoboni zunächst von 1716 bis 1729 die italienische Schauspielertruppe des Herzogs von Orléans im Hôtel de Bourgogne leitete. Von 1726 bis 1750 gehörte auch Francesco Riccoboni als Schauspieler zum Théâtre-Italien in Paris. Während dieser Zeit verfasste er das Werk Die Schauspielkunst (L’art du théâtre), das 1750 veröffentlicht wurde, als er aus gesundheitlichen Gründen die Theaterarbeit aufgeben musste.
Zu seiner Zeit als Ensemblemitglied wurde nach und nach eine Realismus-Debatte im Theater losgetreten, die nicht zuletzt auf Vertreter wie Molière und Michel Baron zurückzuführen war. Die Debatte über Realismus umschloss gleichzeitig auch einen beginnenden und sichtbaren Klassenkampf der Künste, dessen Conclusio sich mehrheitlich daraus erschloss, dass die herrschende Kunst die Kunst der herrschenden Klasse ist. Francesco Riccoboni beteiligte sich an dieser Auseinandersetzung im französischen Theater nur als Außenseiter, da er als Mitglied des Italienischen Theaters kaum etwas mit den Darstellungsmethoden des Théâtre Français zu tun hatte. Die Methoden des italienischen Theaters waren zu dieser Zeit als grob naturalistisch verschrien und mussten sich nicht an die klassizistischen Konventionen und Regeln halten. Riccobonis Schauspieltheorie bekräftigt diese Tatsache.
Sein Werk, welches von Gotthold Ephraim Lessing übersetzt wurde, wurde im vierten Stück der von Lessing gemeinsam mit seinem Vater Christlob Mylius 1750 in Stuttgart herausgegebene Zeitschrift Beiträge zur Historie und Aufnahme des Theaters veröffentlicht. Lessing sah in Riccobonis Schrift den idealen Leitfaden für die Weiterentwicklung der realistischen Methode an den deutschen Theatern. Dezidiert weist er auf vier Punkte hin, die ihm in der Arbeit Riccobonis und im Zusammenhang mit ihr wichtig erscheinen:
1. „die Kritik an dem herrschenden deklamatorischen Stil des französischen Theaters.
2. Die Vorurteilslosigkeit gegenüber der verbreiteten Handwerkelei der Schauspieler
3. Die grundsätzliche Einstellung zu dem Verhältnis von Empfindung und Darstellung.
4. Den Nutzen für die Entwicklung des Theaters, besonders natürlich des deutschen, für das er „Die Schauspielkunst“ übersetzt.“[3]

Riccobonis Überlegungen flossen auch in Lessings eigene Auseinandersetzungen zum Thema Schauspiel ein, wie etwa in Hamburgische Dramaturgien.

## Theatersituation in Frankreich während des 18. Jahrhunderts
„In der ersten Hälfte des 18. Jahrhunderts wird in Frankreich von verschiedenen Seiten der herrschende klassizistische Stil des absolutistischen Theaters in Frage gestellt.“ Die Französische Tragödie, angefangen bei Pierre Corneille bis hin zu Voltaire, hatte ihre zentralen Eigenschaften in der genauen Widerspiegelung der Wirklichkeit des französischen Hofes und im exakten Ausdruck seiner Leidenschaften, Interessen, Ideale und Vorstellungen von der richtigen Einrichtung der Welt. Die Schauspieler sind französische Höflinge aus dem 17. und 18. Jahrhundert, sprechen die Sprache des Hofes und benehmen sich nach den Regeln der höfischen Sitte. Diese geschaffenen Konventionen und Regeln zeigen sehr eindringlich die schauspielerische Abhängigkeit von der Etikette, „[…] die Herrschaft der Regeln der Courtoisie auf dem Theater.“ Die Etikette verdeutlicht auch, dass das Theater nicht als selbstständige Institution bestand, sondern integraler Bestandteil des absolutistischen Hofes war. Ein Beispiel dafür ist die Tatsache, dass Schauspieler (hier nicht gegendert, da zu jener Zeit Frauen den Beruf des Schauspielers nicht ausführen durften) auf der Bühne sich nicht ihrem Partner zuwenden dürfen, da er sonst dem König den Rücken zukehre. Diese Forderung, Dramatiker und Schauspieler müssten die Natur nachahmen, hatte auch zur Folge, dass die Natur mit der höfischen Sitte übereinstimme.
„Die Rührung der Zuschauer ist der Zweck der Tragödie, und von der ganzen Forderung nach Natur bleibt nichts übrig, als dass der Schauspieler selbst gerührt sein müsse, um das Publikum zu rühren. Natur heißt dann nur noch Übereinstimmung mit der Rolle von vornherein, nicht durch das schauspielerische Handeln.“
Auch der klassizistische Stil der französischen Schauspielkunst erlebte, wenn auch in kleinem Ausmaß, künstlerischen Widerstand. Molière zeigte mit Stücken wie „Impromptu de Versailles“ ernste Überlegungen zur realistischen Menschendarstellung. Kern dieses Stils war die „[…] Darstellung typischer Züge des gesellschaftlichen Lebens.“ War zu Anfang, aufgrund mangelnder individueller schauspielerischer Leistungen, der realistische Stil Molieres auf die Komödie beschränkt, versuchte es sein Schüler Michel Baron (1653–1729) als erster mit den klassizistischen Konventionen zu brechen und die Realismustheorie seines Lehrers auch auf die Tragödie umzumünzen.

## Schauspieltheorie
In seinem 1750 veröffentlichten Text Die Schauspielkunst formuliert Francesco Riccoboni drei Grundsätze des Schauspiels:
1. „Man muss allezeit die Natur nachahmen“[11]
2. „Das Gezwungene ist der größte von allen Fehlern, ob es gleich der gemeinste ist“[11]
3. „Der Geschmack allein muss uns in den engen Grenzen der Wahrheit erhalten“[11]

Auch wenn Riccoboni immer wieder betont, dass der Ausdruck natürlich sein solle, entspricht das Verständnis Riccobonis von einer Nachahmung der Natur nicht einer möglichst realistischen Abbildung der Wirklichkeit, sondern einer künstlerischen Formung dessen.
„Der Ausdruck muß natürlich sein; […] wenn man rühren wolle, so müsse man zwei Finger breit über das Natürliche gehen, sobald man aber dieses Maß nur um eine Linie überschreite, so werde das Spiel alsbald übertrieben und unangenehm.“
Das „Gezwungene“, von dem Riccoboni schreibt, resultiert aus der Orientierung der Schauspieler an der höfischen Etikette im französischen Klassizismus. Daher empfiehlt Riccoboni Schauspielern, den „Pöbel“ als Vorbild für die Darstellung von Emotionen zu sehen, da dieser Gefühle ohne gesellschaftlichen Zwang ausdrücken könne. Die dargestellten Emotionen sollen laut Riccoboni von den Schauspielern allerdings nicht selbst durchlebt werden. Stattdessen solle man „von seiner Seele allezeit Meister bleiben“, damit man verschiedene Rollen spielen könne. Begründet wird das damit, dass die Dauer einer Theateraufführung zu kurz wäre, um alle Gefühlszustände einer Figur real durchleben zu können. Die Empfindungen, über die Riccoboni in seinem Text spricht, definiert er wie folgt:
„Die Bewegungen, welche am geschwindesten in der Seele entstehen, wozu die Überlegung nichts beiträgt und die sich unsrer augenblicklich, fast wider unseren Willen bemächtigen, sind die einzigen, welche man mit dem Namen Empfindungen beleben sollte.“
Dabei unterscheidet Riccoboni zwischen zwei Hauptempfindungen, und zwar die zärtlichen Empfindungen, deren Quelle die Liebe ist, und die heftigen Empfindungen, deren Quelle der Zorn ist. Aus diesen beiden Hauptempfindungen könne man alle anderen Empfindungen ableiten. Von diesen Grundüberlegungen ausgehend formuliert Riccoboni Anleitungen für Schauspieler z. B. wie sie zärtliche oder wütende Szenen spielen sollen.
Alles andere, was nicht aus diesen beiden Quellen entspringt, kann dann auch nicht als Emotion definiert werden. Er gibt hier die Beispiele von Freude, Traurigkeit und Furcht an und schlussfolgert, dass diese bloße Eindrücke seien.
Außerdem fordert Riccoboni die Aufhebung der Trennung zwischen Komödie und Tragödie in Hinblick auf die Art des Schauspiels – auch die Komödie solle ernst zu nehmen gespielt werden, während es auch komische Elemente in einer Tragödie geben solle.
Mit seinen Reformvorschlägen hat Riccoboni in Frankreich besonders Denis Diderot beeinflusst (vgl. dessen um 1773–1777 entstandene Schrift Paradoxe sur le comédien, die erst 1830 erschien).

## Kontext und Kritik
Ausgehend von der schematischen Einteilung der Schauspielstile nach Gerda Baumbach, ist Riccobonis Vorstellung eines Schauspielideals dem Veristischen Schauspielstil zuzuordnen.
Die Schauspieltheorie Riccobonis muss aus gegenwärtiger Sicht unter Miteinbezug des historischen Kontexts rezipiert werden. Mitte des 18. Jahrhunderts war an Frankreichs Theatern Klassizismus vorherrschend, der aber zunehmend in Frage gestellt wurde. Riccoboni selbst war Schauspieler am Italienischen Theater, dessen Darstellungsmethoden nicht dem konventionellen Theater der damaligen Zeit entsprach, sondern als „frei vom Zwang der klassizistischen Konventionen und Regeln“ galt.
Riccoboni kritisiert in seinem Text explizit den zur damaligen Zeit in Frankreich vorherrschenden rhetorischen Schauspielstil und kehrt auch dem in Italien durch die Commedia dell'Arte weit verbreiteten Comödiantischen Schauspiel den Rücken zu. Seine Kritik am rhetorischen Schauspielstil begründet Riccoboni damit, dass dieser unnatürlich sei und zudem zu sehr am höfischen Zeremoniell orientiert. Die Ablehnung von beziehungsweise die Ignoranz gegenüber comödiantischem Schauspiel ist dem Zeitgeist des 18. Jahrhunderts zuzuschreiben. Das Menschenbild der Aufklärung ergebe sich schließlich aus seiner Abgrenzung zum Tier und dem Fokus auf Vernunft – beides wird im comödiantischen Schauspiel ad absurdum geführt.
Aus gegenwärtiger Sicht sind einige Punkte in Riccobonis Schauspieltheorie kritisch zu sehen. Allen voran ist seine bürgerlich-konservative Einstellung bei der Darstellung von Emotionen zu nennen. Diese sollen nämlich immer (trotz Riccobonis Forderung nach Natürlichkeit bzw. künstlerischer Interpretation der Wirklichkeit) zurückhaltend und sittsam sein. Die Darstellung von Zärtlichkeit jeglicher Natur darf laut Riccoboni nicht ins Unanständige abdriften – vor allem bei weiblichen Darstellerinnen.
Riccobonis Forderung nach einer innerlichen Abgrenzung der Schauspieler gegenüber den Emotionen, die sie darstellen sollen, wurden bereits im 18. Jahrhundert gegenteilige Theorien entgegengesetzt. Exemplarisch kann hier das Traktat L'Acteur von Pierre Rémond de Sainte-Albine genannt werden. Sainte-Albine fordert, dass Schauspieler Gefühlszustände immer durchleben müssen, da sie ansonsten reine Deklamatoren wären. Die unterschiedlichen Vorstellungen von Schauspiel bei Sainte-Albine und Riccoboni werden auch unter den Schlagworten „heißer“ und „kalter“ Schauspieler behandelt, wobei der „heiße Schauspieler“ dem Konzept des Gefühlsschauspielers von Sainte-Albine entspricht, und „kalter Schauspieler“ auf das Schauspielkonzept von Riccoboni verweist.